# Liste des Z 9500
Cette page est une annexe de l'article « Z 9500 ».

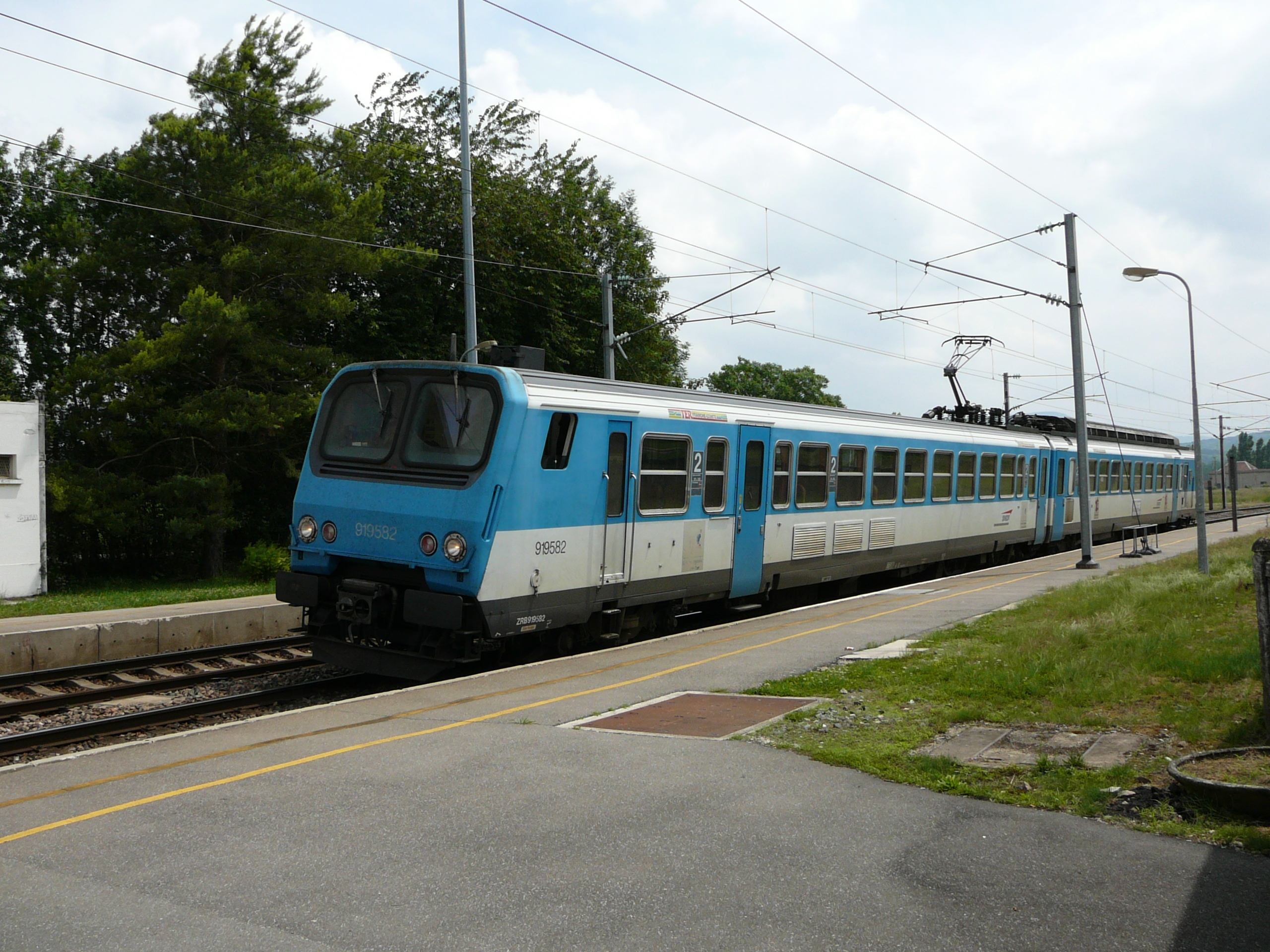
La Z 99582 en gare d'Arc-et-Senans.

Cette liste recense les éléments du parc de Z 9500, matériel roulant de la Société nationale des chemins de fer français (SNCF).

## État du matériel
Les 8 exemplaires de Z 9500, en service au 5 novembre 2020, sont gérés par un Supervision technique de flotte (STF) :
- Toutes les rames sont radiées au 2 janvier 2023.

| Engin   | Mise en service   | Radiation          | Livrée        | STF | Baptême (Date)                     | Région               |  |
| ------- | ----------------- | ------------------ | ------------- | --- | ---------------------------------- | -------------------- |  |
| Z 9501  | 30 août 1982      | 1er septembre 2020 | TER           |     |                                    |                      |  |
| Z 9502  | 4 novembre 1982   | 17 décembre 2021   | TER           |     | Arles (27 novembre 1982)           |                      |  |
| Z 9503  | 4 novembre 1982   | 1er septembre 2020 | TER           |     |                                    |                      |  |
| Z 9504  | 7 décembre 1982   | 2 janvier 2023     | TER           |     |                                    |                      |  |
| Z 9505  | 3 janvier 1983    | 1er décembre 2016  | TER           |     |                                    |                      |  |
| Z 9506  | 7 janvier 1983    | 9 décembre 2017    | TER           |     |                                    |                      |  |
| Z 9507  | 18 février 1983   | 25 septembre 2020  | TER           |     |                                    |                      |  |
| Z 9508  | 15 mars 1983      | 1er décembre 2016  | TER           |     |                                    |                      |  |
| Z 9509  | 15 avril 1983     | 2 janvier 2023     | TER           |     |                                    |                      |  |
| Z 9510  | 29 avril 1983     | 6 décembre 2018    | TER           |     |                                    |                      |  |
| Z 9511  | 6 mai 1983        | 1er octobre 2020   | TER           |     |                                    |                      |  |
| Z 9512  | 24 mai 1983       | 17 décembre 2021   | TER           |     |                                    |                      |  |
| Z 9513  | 30 mai 1983       | 28 novembre 2018   | TER           |     | Ambérieu-en-Bugey (5 octobre 1991) |                      |  |
| Z 9514  | 6 juin 1983       | 2 janvier 2023     | TER           |     |                                    | Auvergne-Rhône-Alpes |  |
| Z 9515  | 4 juillet 1983    | 2 janvier 2023     | TER Bourgogne |     |                                    |                      |  |
| Z 9516  | 25 juillet 1983   | 1er octobre 2020   | TER Bourgogne |     |                                    |                      |  |
| Z 9517  | 1er aout 1983     | 2 janvier 2023     | TER Bourgogne |     | Saint-Priest (14 décembre 1985)    |                      |  |
| Z 9518  | 12 septembre 1983 | 17 décembre 2021   | TER Bourgogne |     |                                    |                      |  |
| Z 99581 | 19 août 1982      | 28 novembre 2018   | TER           |     | Franche-Comté                      |                      |  |
| Z 99582 | 24 août 1982      | 28 novembre 2018   | TER           |     | Franche-Comté                      |                      |  |